# Corrupção no Quênia
A corrupção no governo do Quênia tem uma trajetória que remonta à era do presidente fundador Jomo Kenyatta, passando pelos governos de Daniel arap Moi do KANU e de Mwai Kibaki do PNU. O governo do presidente Uhuru Kenyatta do Partido Jubilee, assim como o atual governo de William Ruto da Kenya Kwanza, também foram marcados por inúmeros casos de corrupção, figurando entre os presidentes mais corruptos da África [carece de fontes?]
No Índice de Percepção da Corrupção de 2024 da Transparency International, o Quênia obteve a pontuação de 32 numa escala de 0 ("altamente corrupto") a 100 ("muito íntegro"). Quando classificado por pontuação, o Quênia ficou em 121º lugar entre os 180 países no índice, onde o país classificado em primeiro lugar é o que possui o setor público mais íntegro. Para comparação com os resultados regionais, a pontuação média entre os países da África Subsaariana  foi 33. A maior pontuação na África Subsaariana foi 72 e a menor foi 8. Para comparação global, a melhor pontuação foi 90 (1º lugar), a média foi 43 e a pior pontuação foi 8 (180º lugar).
A maioria das propinas pagas por moradores urbanos no Quênia é relativamente pequena, mas também são realizadas grandes transações — propinas superiores a KSh.50.000/= (€297,59, US$324,89) representam 41% do valor total. Também há corrupção em maior escala, com cada um dos dois últimos governos sendo criticado por seu envolvimento.
Apesar das reformas de mercado, várias pesquisas empresariais revelam que a corrupção nos negócios ainda é generalizada e que as empresas frequentemente enfrentam exigências de propina e pagamentos informais para "fazer as coisas acontecerem" no Quênia, uma tendência que tem contribuído para o aumento do custo de fazer negócios no país. O Quênia ocupa a 56ª posição entre 190 economias globais no Índice de facilidade para fazer negócios do Banco Mundial de 2019.
O setor de compras públicas no Quênia sofre com corrupção generalizada, sendo a principal forma de corrupção no serviço público e estando sempre no centro de todos os grandes escândalos. O uso de agentes para facilitar operações e transações comerciais no país é comum e representa um risco para as empresas, especialmente nas fases de entrada no mercado e início das operações.
Apesar de alguns avanços positivos, a Comissão Anticorrupção do Quênia (KACC) foi dissolvida e substituída pela recém-criada Comissão de Ética e Anticorrupção (EACC) em 5 de setembro de 2011. Observadores descreveram o novo órgão como superficial.
Observa-se que, no Quênia, o suborno e o nepotismo são as formas mais prevalentes de corrupção, de acordo com pesquisas realizadas.
Em 22 de julho de 2019, o ministro das Finanças do Quênia, Henry Rotich, tornou-se o primeiro ministro em exercício do país a ser preso por corrupção. Isso ocorreu após uma ordem do Diretor de Processos Públicos (Noordin Haji) para a prisão e acusação do Sr. Rotich e de seu Secretário Principal Kamau Thugge, entre outros altos funcionários do governo, por conta do escândalo das barragens de Arror e Kimwarer, envolvendo bilhões de xelins.
Em 2017, o governo dos Estados Unidos cortou o financiamento para a saúde no Quênia devido à corrupção generalizada no Ministério da Saúde. A USAID suspendeu US$ 21 milhões em financiamento para atividades realizadas por vários departamentos do Ministério, devido à corrupção e a procedimentos contábeis frágeis.

## Antes de 1990
- O primeiro caso de corrupção amplamente reconhecido no Quênia é o escândalo do milho de Ngei, ocorrido em 1965.[12] Paul Ngei, um herói da independência e, na época, Ministro do Comércio e Cooperativas, esteve envolvido em um escândalo de milho que causou uma escassez nacional do produto.[13] A Comissão de Inquérito do Milho, a primeira do tipo no Quênia independente, concluiu que a esposa de Ngei, Emma, recebia tratamento preferencial para seu negócio, Emma Stores (Uhuru Millers de Kangundo), por meio do qual ela comprava milho diretamente dos agricultores, o que era ilegal na época.
- Entre 1986 e 1991, a construção da Usina Hidrelétrica de Turkwel foi marcada por denúncias de corrupção. A represa acabou sendo construída com um custo três vezes maior que o estimado, o dobro do valor alocado e gerando energia significativamente abaixo da capacidade.[14]

### Escândalo da Represa de Turkwel
O projeto da Represa Hidrelétrica de Turkwel Gorge foi iniciado em 1986 e concluído pela empresa francesa Spie Batignolles em 1991. A construção da represa é um dos projetos controversos que marcaram o governo do ex-presidente Moi no final dos anos 80 e início dos anos 90. Segundo reportagens da mídia, o projeto foi cercado por alegações relacionadas a superfaturamento, ausência de avaliação ambiental e estudo de viabilidade, além da falta de um processo de licitação aberto que resultou na contratação da empresa francesa.
Em 1986, Achim Kratz, então delegado da Comissão Europeia no Quênia, afirmou em um memorando interno vazado para o Financial Times que a falta de um processo de licitação aberto resultou no pagamento pelo governo de mais que o dobro do custo previsto.
A responsabilidade pelas alegações de corrupção envolvendo a represa recaiu sobre dois funcionários do governo: o então Ministro de Energia Nicholas Biwott e o então Ministro das Finanças George Saitoti, acusados de terem escolhido a empresa francesa para o trabalho visando benefícios próprios em forma de propina.
Em 2000, o secretário permanente, secretário do gabinete e chefe do Serviço Público do governo queniano, Dr. Richard Leakey, desclassificou os arquivos sobre a represa de Turkwel, tornando-os acessíveis ao público. As informações, que desmentiam as acusações de corrupção levantadas contra o projeto, incluindo a ausência de licitação, também foram divulgadas no Hansard, os debates parlamentares de 8 de junho de 2000.
O falecido presidente Moi havia nomeado o Dr. Leakey em 1999 para liderar o serviço público e ajudar na reforma do serviço público corrupto e na privatização de empresas estatais, mas Leakey renunciou em 2001.
Em março de 2002, no Caso de Alta Corte nº 2143 de 1999, Nicholas Biwott processou com sucesso o jornal People's Daily por difamação, após o jornal publicar uma matéria acusando-o de conluio com a empresa francesa para garantir-lhe o contrato desrespeitando o devido processo. A juíza Aluoch concedeu-lhe uma indenização de 10 milhões de xelins quenianos.

## 1990–1999
- O escândalo de maior duração é o escândalo Goldenberg,[19] onde o governo queniano subsidiou as exportações de ouro, pagando aos exportadores em xelins quenianos (KSh.) 35% a mais sobre seus ganhos em moeda estrangeira. Neste caso, o ouro foi contrabandeado do Congo. O escândalo Goldenberg custou ao Quênia o equivalente a mais de 10% do PIB anual do país.
- Um contrato de manutenção de helicópteros no valor de KSh.360 milhões/= na África do Sul.[20] Oficiais militares argumentaram que o contrato era muito extravagante e que a manutenção dos helicópteros poderia ser feita localmente. A Força Aérea do Quênia (KAF) seguiu em frente e gastou KSh.108 milhões/= como pagamento inicial para a manutenção dos helicópteros Puma, cujo número de cauda está registrado como 418 na Denel Aviation, uma empresa sul-africana.

## 2000–2009
- Em 2003, os militares estavam divididos quanto aos planos de comprar novos caças tchecos.[20] O plano de compra dos caças teria custado aos contribuintes 12,3 bilhões de xelins quenianos (KSh.12,3 billion/=).
- Um contrato naval de 4,1 bilhões de xelins.[20] Um projeto da Marinha foi concedido à Euromarine, uma empresa associada a Anura Pereira, em um processo criticado por sua irregularidade. O contrato valia 4,1 bilhões de xelins. Analistas militares dizem que uma embarcação semelhante poderia ter sido construída por 1,8 bilhão de xelins.[21]
- Chamanlal Kamani esteve envolvido em um contrato de fornecimento com a Kamsons Motors.[22] A Kamsons venceu uma licitação para fornecimento de jipes Mahindra ao Departamento de Polícia em meados da década de 1990 por quase 1 milhão de xelins (cerca de US$13.000) cada, num período em que concessionárias cobrariam um sexto desse valor. Além disso, os veículos foram comprados para um departamento do governo e, portanto, importados com isenção de impostos. Poucos dos mais de mil veículos importados ao longo de vários anos estão em serviço atualmente.
- Os Kamanis também estiveram envolvidos em um acordo para construir um laboratório forense para o CID. Em 7 de junho de 2004, um valor de US$4,7 milhões foi devolvido. O pagamento foi um reembolso referente ao dinheiro pago pelo laboratório forense do Departamento de Investigações Criminais.[23] Outros €5,2 milhões foram devolvidos em relação ao projeto E-cop, que envolvia a informatização da polícia e a instalação de câmeras de vigilância em Nairóbi pela empresa Infotalent Systems Private Limited.[23]
- O Departamento de Prisões perdeu US$3 milhões após contratar a Hallmark International, uma empresa associada a Deepak Kamani, da Kamsons Motors, para fornecer 30 caldeiras.[22] Apenas metade das caldeiras foi entregue – da Índia, e não dos Estados Unidos como havia sido acordado.
- A construção do Nexus, um centro militar secreto de comunicações em Karen, Nairóbi.[20] O governo gastou 2,6 bilhões de xelins (cerca de US$36,9 milhões) na construção do complexo. Três anos depois, o pessoal militar ainda não havia se mudado para o local. Uma empresa fantasma, Nedermar BV Technologies, supostamente sediada na Holanda, executou o projeto secreto localizado na Karen South Road. A Nedermar é ligada ao empresário Anura Pereira, embora ele negue essa associação. O processo licitatório para o projeto Nexus foi contornado pelo Comitê de Licitações Departamental do Ministério da Defesa. O financiamento foi feito pelo Ministério dos Transportes e Comunicações. O complexo atualmente é chefiado pelo coronel Philip Kameru. O Nexus inicialmente seria um depósito de munições, mas foi convertido em centro de comunicações e operações militares. A construção continuou sem visitas técnicas do Ministério da Defesa ou do Ministério das Obras Públicas. O projeto foi implementado durante o mandato do General Joseph Kibwana.
- Em 2005, planos para comprar um sistema sofisticado de equipamentos para passaportes, no valor de £20 milhões da França,[24][25] com o objetivo de substituir o sistema de impressão de passaportes do governo, criaram as condições para um escândalo de corrupção. A transação foi inicialmente orçada em 6 milhões de euros pela empresa francesa François Charles Oberthur, de Paris (fornecedora de cartões Visa e MasterCard), mas foi concedida à empresa britânica Anglo-Leasing and Finance Company Limited por 30 milhões de euros, que subcontrataria a própria empresa francesa para realizar o trabalho. Apesar da ausência de concorrência pública, a Anglo Leasing recebeu uma "taxa de compromisso" superior a £600.000. A Anglo Leasing tinha como agente a empresa Saagar Associates, sediada em Liverpool, pertencente a uma mulher cuja família tinha laços estreitos com altos funcionários do regime Moi. Registros empresariais mostram que a Saagar Associates é de propriedade de Sudha Ruparell, uma queniana de 47 anos. Ruparell é filha de Chamanlal Kamani, patriarca multimilionário de uma família empresarial ligada a figuras do alto escalão do governo Moi. A Anglo Leasing fez um reembolso de €956.700 por transferência bancária do Schroeder & Co Bank AG, na Suíça, em 17 de maio de 2004.[23]

- O capítulo local da Transparency International e a Comissão Nacional de Direitos Humanos do Quênia (KNCHR), um órgão governamental, divulgaram um relatório em fevereiro de 2006, afirmando que entre janeiro de 2003 e setembro de 2004, o governo da National Rainbow Coalition gastou cerca de US$12 milhões em carros, a maioria para uso pessoal de altos funcionários do governo.[26] Os veículos incluíam 57 Mercedes-Benz, além de Land Cruisers, Mitsubishi Pajeros, Range Rovers, Nissan Terranos e Nissan Patrols. Os US$12 milhões excederam substancialmente o que o governo gastou durante o ano fiscal de 2003/04 no combate à malária – "a principal causa de morbidade e mortalidade no Quênia", diz o relatório.

- No final de fevereiro de 2006, o jornal The Standard publicou uma matéria alegando que o presidente Mwai Kibaki e o importante opositor Kalonzo Musyoka vinham mantendo reuniões secretas. Em 2 de março, à 1h00 da manhã (22h00 UTC do dia 1º), homens mascarados armados com AK-47 invadiram diversos escritórios editoriais do The Standard e da estação de televisão KTN. Eles chutaram e agrediram funcionários, confiscaram computadores e equipamentos de transmissão, queimaram todas as cópias da edição de 2 de março do jornal e danificaram as prensas. Na KTN, cortaram a energia, tirando a emissora do ar. Inicialmente, o ministro da Informação do Quênia alegou não saber do ataque, mas posteriormente foi revelado que a polícia queniana era responsável. O Ministério da Segurança Interna afirmou que o incidente visava proteger a segurança do Estado. "Se você cutucar uma cobra, deve estar preparado para ser mordido por ela", disse John Michuki. Três jornalistas do The Standard, presos após a publicação da matéria crítica, continuam detidos sem acusação formal.[27][28] A história também envolve o bizarro caso de dois empresários armênios, zombados pela imprensa por seu gosto por correntes, relógios e anéis de ouro, referidos como Mercenários, que a oposição afirma terem liderado a invasão e mantinham negócios obscuros com o governo de Kibaki.[29][30][31]

- Em novembro de 2006, o governo foi acusado de não agir diante de um esquema de fraude bancária avaliado em US$1,5 bilhão, envolvendo lavagem de dinheiro e evasão fiscal, denunciado por delatores desde 2004. Investigadores acreditam que os valores envolvidos representam 10% da renda nacional do Quênia. Um relatório recente do auditor afirma que a escala das operações "ameaça a estabilidade da economia queniana".[32]

- Em novembro de 2006, o ministro do Escritório de Relações Exteriores britânico Kim Howells alertou que a corrupção no Quênia está aumentando a exposição do Reino Unido ao tráfico de drogas e ao terrorismo. "As pessoas podem ser compradas, desde quem trabalha nos portos de Mombaça até o governo. (...) Essa fraqueza foi reconhecida por traficantes de drogas e provavelmente por terroristas também", disse Howells à BBC.[33]

- Em 31 de agosto de 2007, o jornal The Guardian publicou na primeira página uma matéria sobre mais de £1 bilhão estg. transferidos do Quênia pela família e associados do ex-líder queniano Daniel arap Moi. O Guardian baseou-se no artigo da WikiLeaks The looting of Kenya under President Moi e em sua análise de um documento investigativo vazado ("o relatório Kroll") preparado para o governo Kibaki em 2004 para tentar recuperar o dinheiro roubado durante o governo Moi.[34]

- Em 6 de setembro de 2007, o parlamento aprovou o projeto de lei de alterações diversas do Estatuto, restringindo as investigações da Comissão Anticorrupção do Quênia a delitos cometidos antes de maio de 2003, excluindo os escândalos Goldenberg e Anglo-Leasing e outros grandes casos. A medida foi condenada por ativistas anticorrupção; Mwalimu Mati, ex-diretor executivo do capítulo queniano da Transparency International, declarou que "a grande corrupção engoliu o governo e o parlamento que os quenianos elegeram para combatê-la em 2002".[35] Em resposta à indignação pública gerada pela medida, o presidente Kibaki anunciou que vetaria o projeto.

- Em setembro de 2007, a WikiLeaks divulgou documentos expondo uma fraude na folha de pagamento no valor de KSh.500 milhões/= na Universidade de Egerton e posterior encobrimento, que agora[quando?] é objeto de disputa judicial em andamento na Suprema Corte.[36]

- Em junho de 2008, surgiu o Grand Regency Scandal, em que o Banco Central do Quênia supostamente vendeu secretamente um hotel de luxo em Nairóbi para um grupo não identificado de investidores líbios por mais de KSh.4 bilhões/= (cerca de US$60 milhões) abaixo do valor de mercado avaliado. O Ministro das Finanças Amos Kimunya negociou a venda e foi censurado em uma moção quase unânime do Parlamento queniano, embora negue veementemente as acusações. Isso ocorreu logo após o Safaricom IPO, supervisionado por Kimunya, que foi tanto elogiado quanto questionado por possível corrupção na execução da venda. A Safaricom é a maior operadora de telefonia móvel do Quênia, tendo operado durante muitos anos com quase monopólio governamental. O governo do Quênia vendeu sua participação de 50% na Safaricom no IPO.

- Em janeiro de 2009, veio à tona um escândalo sobre a venda de milho importado.

- O escândalo da Triton Oil de 2009 sobre a liberação não autorizada de petróleo pela Kenya Pipeline Company (KPC) sem informar os financiadores veio à tona em janeiro de 2009.

## 2010–presente
- Em outubro de 2012, surgiram alegações de que altos funcionários do Ministério das Relações Exteriores ignoraram um terreno oferecido pelo Japão que poderia ter poupado o país de uma perda de KSh.1,1 bilião/=.[37] O escândalo levou à renúncia do então Ministro das Relações Exteriores Moses Wetangula.
- Em outubro de 2010, o Departamento de Defesa descobriu um escândalo de suborno envolvendo oficiais superiores das Forças de Defesa do Quênia na corrupta compra de veículos blindados de transporte de pessoal no valor de KSh.1,6 bilião/= da empresa sul-africana OTT Technologies (Pty) Ltd. O Ministro da Defesa Yusuf Haji aposentou vários oficiais de alta patente em janeiro de 2011[38] acusados de receber subornos da OTT Technologies (Pty) Ltd, e o assunto foi encaminhado para investigação parlamentar.[39] O Relatório de setembro de 2012 sobre Programas de Modernização Militar, do Comitê Departamental de Defesa e Relações Exteriores, concluiu que a aquisição irregular dos blindados PUMA M26 violou diversas seções da Lei de Contratações Públicas de 2005, que os parceiros comerciais da OTT Technologies (Pty) Ltd no Quênia foram identificados pelo governo dos EUA como envolvidos em crimes internacionais e tráfico de drogas, e recomendou que a empresa fosse proibida de realizar negócios com o governo do Quênia no futuro.[40] Em 2014, a mesma empresa foi acusada pelo governo de Moçambique de atividades irregulares de exportação e fiscais durante o transporte de blindados semelhantes por Moçambique para outros destinos na África.[41]
- Escândalos de mega-corrupção abalaram o Quênia em 2018. O país perdeu mais de KSh.13 bilião/= em esquemas de corrupção em departamentos estatais chave como o Serviço Nacional da Juventude, Kenya Pipeline Company, Conselho Nacional de Grãos e Produtos, Fundo Nacional de Seguro de Saúde (NHIF) e transações de terras suspeitas no Ministério das Terras.[42] Mohammed Abdalla Swazuri, presidente da Comissão Nacional de Terras, e Atanas Kariuki Maina, diretor-geral da Kenya Railways Corporation, estavam entre os 18 funcionários, empresários e empresas presos por corrupção na alocação de terras para a ferrovia principal de $3 bilhões Nairobi-Mombasa.[43]
- Em fevereiro de 2019, o Ministério das Terras, chefiado pela secretária Farida Karoney, não conseguiu justificar a perda de KSh.20 bilião/= de dinheiro dos contribuintes.[44] Os detalhes desse caso foram apresentados pelo Auditor-Geral Edward Ouko.[44] Esse relatório indicou várias discrepâncias e imprecisões nas demonstrações financeiras do ministério de 30 de junho de 2018.[44]
- Em julho de 2019, o Diretor do Ministério Público, Noordin Haji, descobriu um escândalo de grande corrupção na aquisição de duas represas.[45] O caso levou à perda de KSh.19 bilião/= de dinheiro público. O escândalo envolveu figuras de alto escalão do governo, como o então secretário do Tesouro Henry Rotich e outros 28.[45] Rotich, seu secretário principal, o diretor executivo da autoridade ambiental do Quênia e outros acusados se entregaram à polícia após serem formalmente acusados de corrupção.[8] O orçamento de Sh19,714,366,991 perdido por corrupção seria destinado à construção das represas Arwor e Kimwarer nos condados de Elgeyo Marakwet.[46]
- Em 6 de dezembro de 2019, o governador de Nairobi Mike Mbuvi Sonko foi preso sob várias acusações de corrupção[47] Em 11 de agosto de 2020, a presidente da Assembleia do Condado de Nairobi Beatrice Elachi renunciou.[48] Em 21 de dezembro de 2020, o recém-eleito[49] presidente da Assembleia Benson Mutura foi empossado como governador interino de Nairobi, quatro dias após Sonko ser destituído.[50] No momento da posse de Mutura, Nairobi não contava com um vice-governador.[50]
- Em 14 de janeiro de 2020, Kenyatta substituiu oficialmente Rotich pelo Secretário do Trabalho Ukur Yatani[51]
- Em 9 de dezembro de 2020, foi confirmado pela Agência de Notícias do Quênia que o Comitê Nacional de Coordenação da Campanha Anticorrupção (NACCSC) estava fortalecendo a colaboração com outras agências de combate ao crime, incluindo as do governo de Kenyatta.[52] O grupo incluía oficiais da Administração Nacional do Governo (NGAO), com esperança de apoiar o Comitê de Supervisão Civil Anticorrupção do Condado (CACCOC).[52] No dia anterior, Winnie Guchu, secretária administrativa chefe no Gabinete do Procurador-Geral e do Departamento de Justiça, confirmou em coletiva de imprensa que se reuniu com membros do CACCOC para fortalecer as relações.[52]
- Em 11 de dezembro de 2020, a Comissão de Ética e Anticorrupção do Quênia (EACC) divulgou um comunicado confirmando que Robert Pavel Oimeke, diretor-geral da Autoridade Reguladora de Energia e Petróleo do Quênia, foi preso por exigir KSh.200.000/= (US$1.795) para aprovar a reabertura de um posto de gasolina fechado por violações.[53]

## Fundos COVID-19
Em agosto de 2020, ativistas no Quênia iniciaram protestos em todo o país para exigir total responsabilidade sobre todos os fundos relacionados à COVID-19 do governo, após reportagens na mídia sobre a má utilização desses fundos. A líder do partido Narc e defensora dos direitos humanos, Martha Karua, foi a primeira líder a se manifestar publicamente, pedindo ao governo do presidente Kenyatta a divulgação total e a responsabilidade sobre os fundos e equipamentos da COVID-19 de todas as fontes, incluindo empréstimos, subsídios, doações e apoio em espécie, tanto local quanto internacional.
A Comissão de Ética e Anticorrupção tem investigado um suposto escândalo de compras na Autoridade de Suprimentos Médicos do Quênia (KEMSA).

## Escândalos das Barragens de Arror e Kimwarer
Os escândalos das barragens de Arror e Kimwarer são uma das principais sagas de corrupção que marcaram o governo do ex-presidente Uhuru Kenyatta e de seu vice William Ruto (atualmente presidente). No centro do outrora ambicioso projeto, que acabou se revelando um grande escândalo de corrupção, está uma empresa italiana, a CMC di Ravenna, e 28 funcionários do governo, entre eles o ex-secretário do Tesouro Henry Rotich e seu secretário principal Kamau Thugge, que recentemente foi nomeado pelo presidente como governador do Banco Central do Quênia.
A empresa italiana de construção não conseguiu construir as barragens de Arror e Kimwarer, apesar de ter recebido bilhões de xelins.
O presidente William Ruto, em março de 2023, anunciou planos para retomar o projeto após discussões com o presidente italiano Sergio Mattarella, que estava em visita oficial ao Quênia.

## Iniciativas Anticorrupção
Apesar da corrupção ser desenfreada no Quênia, o país conta com uma legislação anticorrupção desde 1956: a Lei de Prevenção da Corrupção (Cap. 65), que esteve em vigor de agosto de 1956 até maio de 2003, quando entrou em vigor a Lei de Crimes Econômicos e Anticorrupção, nº 3, que a revogou.
A Comissão de Ética e Anticorrupção também forneceu um mecanismo para denunciar casos de corrupção no governo e no setor público. As denúncias podem ser feitas pessoalmente, por telefone ou e-mail na sede da EACC, em qualquer um dos escritórios regionais da comissão espalhados pelos condados ou no Huduma Centre. Denunciantes também podem apresentar queixas de forma anônima.
Desde 2003, a EACC obteve 293 condenações na Justiça e recuperou ativos no valor de KSh.26,65 bilhões/=, adquiridos por meio da corrupção.

### Declaração de Bens para Servidores Públicos
Com o objetivo de combater a corrupção e promover ética e integridade no serviço público, todos os altos funcionários públicos do Quênia são obrigados a declarar seus bens. A exigência é respaldada pela Lei de Ética do Funcionário Público de 2003, que prevê pena de um ano de prisão ou multa de um milhão de xelins para quem deixar de apresentar a declaração ou os esclarecimentos exigidos.
As declarações visam detectar e prevenir práticas corruptas, avaliar potenciais conflitos de interesse, promover transparência e responsabilidade, além de aumentar a confiança pública no governo. Os formulários de declaração de bens ajudaram a EACC a identificar servidores públicos corruptos, especialmente no setor policial, fortemente afetado por práticas ilícitas.
Em 2015, o presidente Uhuru Kenyatta, em uma ação ousada para conter a corrupção que marcou seu primeiro mandato, solicitou que todos os funcionários públicos mencionados negativamente em um relatório da EACC se afastassem de seus cargos para permitir investigações. Entre os mencionados estavam membros do Comitê de Contas Públicas do Parlamento, deputados, dirigentes de estatais e diversos secretários principais. A então secretária do gabinete de Terras, Charity Ngilu, foi uma das líderes citadas no relatório que se afastaram após a ordem do presidente Kenyatta. Também se afastaram o secretário do Gabinete Francis Kimemia, o ministro do Trabalho Kazungu Kambi, o secretário de Transportes e Infraestrutura Eng. Michael Kamau, o secretário adjunto de Transportes Nduva Muli e o secretário de Energia e Petróleo Davis Chirchir.

#### Escritório do Diretor de Processos Públicos (ODPP)
O escritório do Diretor de Processos Públicos do Quênia, cuja principal função é processar pessoas acusadas pela polícia e por outras agências investigativas de crimes, também tem contribuído para a luta contra a corrupção. O atual diretor, Noordin Haji, trouxe novo vigor a esse combate desde que assumiu o cargo em 2018.
Altos funcionários do governo, incluindo ministros em exercício, governadores, secretários principais e parlamentares envolvidos em escândalos de corrupção, foram presos e processados por ordem do DPP.
Entre os governadores acusados de desvio de fundos públicos estão: o governador de Migori, Zachary Okoth Obado; o governador de Nairóbi, Mike Sonko; o governador de Kiambu, Ferdinard Waititu; o governador de Samburu, Moses Kasaine; e o governador de Tharaka Nithi, Muthomi Njuki. Em 2019, Noordin Haji também ordenou a prisão e o julgamento do então secretário do Tesouro, Henry Rotich, que se tornou o primeiro ministro em exercício do Quênia a ser preso por corrupção.
Em julho de 2020, o escritório de Haji emitiu novas regras para os promotores sobre como apresentar acusações em casos de corrupção e outros crimes. As novas diretrizes estabelecem os critérios que os promotores devem considerar para verificar se o caso em potencial atende ao teste de provas, ao teste de interesse público ou a ambos, e só seguir adiante com casos que tenham perspectivas realistas de condenação.

## Ativistas
A sociedade civil no Quênia tem estado na linha de frente no combate à corrupção no país. Ativistas renomados como Boniface Mwangi, Wanjeri Nderu e Okiya Omtatah têm constantemente cobrado do governo ações contra a corrupção e frequentemente lideram protestos anticorrupção para exigir responsabilização.
A Polícia do Quênia tem sido frequentemente condenada por cidadãos e por grupos de direitos humanos por aplicar força excessiva contra manifestantes e violar seus direitos.

## Instituições Fortes
De acordo com a Comissão de Ética e Anticorrupção, o Quênia perde anualmente cerca de KSh.608 bilhões/= (7,8% do PIB do país) devido à corrupção. A redução da corrupção é, portanto, crucial para o desenvolvimento do país. O Objetivo de Desenvolvimento Sustentável 16 defende a justiça e instituições fortes como elementos essenciais de toda sociedade democrática. As metas 16.3 e 16.5 visam promover o Estado de Direito em nível nacional e internacional e garantir o acesso igualitário à justiça para todos, além de reduzir substancialmente a corrupção e o suborno. Os Objetivos de Desenvolvimento Sustentável são compatíveis com o principal plano de desenvolvimento do Quênia, a Kenya Vision 2030, e com a Agenda de Desenvolvimento dos Big 4 do presidente Uhuru Kenyatta.

## Contratos de segurança
Listadas no dossiê de Githongo estão diversas empresas que ganharam contratos relacionados à segurança:
| Beneficiário            | Finalidade                         | Valor (milhões) | Signatários                        | Data da assinatura     |
| ----------------------- | ---------------------------------- | --------------- | ---------------------------------- | ---------------------- |
| Anglo Leasing           | Laboratório Forense – CID          | US$54,56        | ST-Fazenda ST-Segurança Interna OP | 16 de agosto de 2001   |
| Silverson Establishment | Veículos de segurança              | US$90           | ST-Fazenda ST-Segurança Interna OP | 16 de agosto de 2001   |
| Apex Finance            | Segurança policial                 | US$30           | ST-Fazenda ST-Segurança Interna OP | 9 de fevereiro de 2002 |
| LBA Systems             | Segurança-MET                      | US$35           | ST-Fazenda                         | 7 de junho de 2002     |
| Apex Finance            | Segurança policial                 | US$31,8         | ST-Fazenda ST-Segurança Interna OP | 14 de junho de 2002    |
| Universal Satspace      | Serviços de satélite               | US$28,11        | ST-Fazenda ST-Transportes          | 11 de julho de 2002    |
| First Mechantile        | Segurança policial                 | US$11,8         | ST-Fazenda ST-Transportes          | 11 de julho de 2002    |
| Apex Finance Corp       | Segurança policial                 | US$12,8         | ST-Fazenda ST-Segurança Interna OP | 12 de julho de 2002    |
| LBA Systems             | Segurança prisional                | US$29,7         | ST-Fazenda                         | 19 de novembro de 2002 |
| Nedemar                 | Segurança                          | US$36,9         | ST-Fazenda ST-Transportes          | 19 de novembro de 2002 |
| Midland Bank            | Segurança policial                 | US$49,65        | ST-Fazenda                         | 29 de maio de 2003     |
| Naviga Capital          | Embarcação oceanográfica           | €26,6           | ST-Fazenda                         | 15 de julho de 2003    |
| Empressa                | Embarcação oceanográfica           | €15             | ST-Fazenda                         | 15 de julho de 2003    |
| Euromarine              | Embarcação oceanográfica           | €10,4           | ST-Fazenda                         | 15 de julho de 2003    |
| Infotalent              | Segurança policial                 | €59,7           | ST-Fazenda ST-Segurança Interna OP | 19 de novembro de 2003 |
| Apex Finance Corp       | Segurança policial                 | €40             | ST-Fazenda ST-Segurança Interna OP | 17 de dezembro de 2003 |
| Ciaria Systems Inc      | Projetar e manter satélite do NSIS | US$44,56        | ST-Fazenda Diretor do NSIS         | 20 de janeiro de 2004  |

## Autoridades anticorrupção
A Comissão de Ética e Anticorrupção (EACC) foi estabelecida após o presidente do Quênia, Mwai Kibaki, assinar a Lei de Ética e Anticorrupção em 29 de agosto de 2011. A EACC substituiu a Comissão Anticorrupção do Quênia (KACC).
Anteriormente, a Comissão Anticorrupção do Quênia (KACC) havia sido criada em abril de 2003 para substituir a Autoridade Anticorrupção do Quênia, após o Parlamento promulgar uma nova legislação.